# Elizabeta Samara
Elizabeta Samara je rumunjska stolnotenisačica. Rođena je 15. travnja 1989. u Constanţi. Višestruka je osvajačica europskog prvenstva u stolnom tenisu, a trenutno igra za Fenerbahçe SK. Igra u parovima s Danielom Dodean, a u miješanim parovima s Mihajem Andrejem Filimonom. Govori rumunjski, engleski, talijanski i španjolski.